# Coelioxys odin
Coelioxys odin är en biart som beskrevs av Embrik Strand 1912. Coelioxys odin ingår i släktet kägelbin, och familjen buksamlarbin. Inga underarter finns listade i Catalogue of Life.